# Ciudadanos por la Innovación
Ciudadanos por la Innovación de Guinea Ecuatorial (CI) es un partido político ecuatoguineano, opositor al régimen de Teodoro Obiang Nguema. Fue fundado en 2005 y su líder es Gabriel Nsé Obiang.

## Historia

### Candidatura Independiente de Guinea Ecuatorial (2005-2015)
El CI fue fundado el 23 de abril de 2005 en Madrid, España, bajo el nombre de Candidatura Independiente de Guinea Ecuatorial. Su fundador, Gabriel Nsé Obiang, es un exmilitar guineano a quien se le acusa de haber participado en violaciones a los derechos humanos durante el régimen de Teodoro Obiang.
Tras volverse opositor a Obiang, Nsé Obiang se exilió en Zaragoza (España) en 2001, fundando CI cuatro años después. Durante los años siguientes, Nsé Obiang tuvo la intención de presentarse a varias elecciones presidenciales desde el exilio, sin éxito.
En 2014, la Candidatura Independiente participó en un diálogo nacional convocado por el gobierno ecuatoguineano, con el objetivo de dialogar y legalizar los partidos de oposición en el exilio. Al volver a Guinea Ecuatorial, Nsé comenzó junto a su partido una gira por todo el país, reclutando miles de seguidores y militantes. En menos de dos años, según los observadores internacionales, Gabriel Nsé se había convertido en el principal rival de Obiang.

### Ciudadanos por la Innovación (2015-)
El partido fue legalizado en noviembre de 2015 bajo el nombre de Ciudadanos por la Innovación. Para las elecciones presidenciales de Guinea Ecuatorial de 2016, CI presentó la candidatura de Nsé Obiang, pero ésta fue rechazada al no contar con los cinco años de residencia requeridos. Nsé Obiang declaró que se trataba de una decisión política. El partido fue luego acusado de planear un golpe de estado y elementos del Ejército ecuatoguineano asediaron la sede del partido durante días, practicando detenciones y maltratos. En septiembre de ese año, Nsé Obiang fue inhabilitado de toda actividad política por la justicia guineana, por el delito de "injurias y lesiones graves".
En las elecciones legislativas de Guinea Ecuatorial de 2017, CI obtuvo un 5,77% de los votos y logró elegir un diputado por la circunscripción de Malabo, Jesús Mitogo Oyono Andeme. El partido denunció estos comicios como fraudulentos y presentó un recurso ante los Tribunales de Justicia. Posteriormente, fue nuevamente acusado de planear un golpe de estado y el asedio a sus sedes, con arresto y torturas de militantes, fue repetido por el Ejército ecuatoguineano. En consecuencia, 146 militantes del partido fueron sometidos a un juicio en febrero de 2018. La sentencia del juicio se dio a conocer el 26 de febrero. 36 acusados (incluyendo el diputado Jesús Mitogo Oyono) fueron condenados a 26 años de prisión (en un principio se informó erróneamente que las penas eran de 44 años).

#### Ilegalización
Pese a que gran parte de los procesados fueron absueltos, la sentencia también incluyó la ilegalización de CI. CI anunció su intención de recurrir la sentencia, lo cual finalmente se concretó interponiendo un recurso de casación ante la Corte Suprema de Justicia. En un comunicado oficial desde España, el Partido Popular, el Partido Socialista Obrero Español, Unidos Podemos, En Comú Podem, Ciudadanos y el Partido Nacionalista Vasco denunciaron la persecución al partido opositor y exigieron el "respeto a los derechos humanos, a las libertades públicas y a las normas elementales de la democracia". En contraste, el PDGE justificó las condenas, lo cual fue repudiado por CI. El Partido del Progreso de Guinea Ecuatorial condenó el juicio y exigió la liberación de todos los procesados. Lo mismo hizo la CPDS, el partido opositor en el exilio Unión por la Democracia y el Desarrollo Social (UDDS), la Alianza Nacional para la Restauración Democrática (ANRD) y el Partido Socialista Francés.
El gobierno español se puso en contacto con Gabriel Nsé Obiang y aseguró mantener un diálogo constante con la oposición guineana para promover la democracia. En marzo de 2018, el senador español Carles Mulet García de Compromís redactó una pregunta en el Senado de España, respondida por el Gobierno Español en mayo del mismo año, alusiva a los hechos relacionados con CI acontecidos en Guinea Ecuatorial.
De acuerdo a denuncias de la oposición, los militantes encarcelados de CI no podían recibir visitas, ni alimentos, ni atención médica. Incluso, el partido denunció la detención de una militante que se prolongó durante más de un mes, efectuada solo por proporcionar alimentos a los condenados. Dicha militante fue sorpresivamente liberada al día siguiente de emitirse la denuncia del partido.
Durante mucho tiempo, CI aseguró ser objeto de una constante vigilancia y hostigamiento por parte de las fuerzas militares gubernamentales. Además, el partido afirmó que muchos de sus militantes encarcelados se encontraban enfermos producto de las múltiples torturas que habían sufrido durante su estadía en prisión. Su página web fue bloqueada por el gobierno.
El 2 de mayo de 2018 inició el juicio del recurso de casación interpuesto por el partido para revocar su ilegalización. Dicho proceso estuvo a cargo de los abogados Fabián Nsue y Ponciano Mbomio. La sentencia definitiva fue dictada el 7 de mayo, y confirmó tanto la ilegalización de CI como las condenas a sus militantes. CI se mostró en desacuerdo con el veredicto y acusó al sistema judicial guineano de estar manipulado por el gobierno. La ilegalización de CI también fue condenada por la Convergencia para la Democracia Social (CPDS).
El 15 de mayo, CI lanzó una petición a través de la plataforma Change.org pidiendo apoyo en su lucha contra el régimen. Dos días después, la Secretaria General de CI, María Jesús Mene Bopabote, viajó a Bruselas y fue recibida por las instituciones de la Unión Europea, presentando un expediente sobre las violaciones a los derechos humanos cometidos por el gobierno.
A fines de mayo, CI denunció el asesinato en la Prisión de Black Beach de Evaristo Oyegue Sima, exmilitar simpatizante del partido y pariente de Gabriel Nse Obiang. El gobierno salió del paso desestimando estas denuncias, lo cual fue condenado por el partido. El 7 de junio, CI presentó interpuso un recurso de amparo ante el Tribunal Constitucional por considerar que la condena ratificada en su contra violaba la Ley Fundamental de Guinea Ecuatorial.
El 11 de junio, Obiang convocó una Mesa de Diálogo Nacional (la sexta en la historia del país) para el mes de julio y en la que podrían participar todos los partidos políticos legalizados y no legalizados del país, así como formaciones opositoras en el exilio. Dicha convocatoria fue recibida con optimismo por CI (si bien criticó al gobierno por no explicar el contenido del proyecto), y con escepticismo por CPDS. CI y CPDS pusieron como condición para participar del proceso la liberación de los presos políticos, la participación de la sociedad civil y la presencia de la comunidad internacional. El gobierno de Obiang accedió a este último punto invitando al Diálogo a personalidades extranjeras; sin embargo, no permitió la participación de CI argumentando su previa ilegalización. CI condenó mediante un comunicado la actitud del gobierno.
El 3 de julio, CI denunció la muerte en prisión de su militante Juan Obama Edú, producto de las torturas de las que había sido objeto durante su cautiverio. Un día después, el gobierno de Obiang anunció una amnistía general para todos los presos políticos en miras a la Mesa de Diálogo convocada por el gobierno semanas antes. CI, la CPDS y la FDR valoraron de forma positiva la medida, pero denunciaron las arbitrariedades del régimen. De forma similar se pronunciaron el Gobierno de España y Amnistía Internacional. En cuanto a la muerte del preso, el Gobierno se defendió argumentando que había fallecido por causas naturales, lo cual fue desmentido por CI. El Diálogo Nacional comenzó el día 16 de julio en el Palacio de Conferencias de Sipopo con la participación de 17 partidos políticos (incluido CPDS) y la ausencia de CI, que lamentó su exclusión. Tras la clausura del evento, CI valoró los resultados de la Mesa de Diálogo como un fracaso. También denunció el incumplimiento de la amnistía, ya que sus presos políticos no fueron liberados. Durante los siguientes meses, se siguieron denunciando las malas condiciones de vida de los detenidos.
Poco después, la justicia guineana citó nuevamente a Nsé Obiang para que presentase las pruebas del asesinato de Evaristo Oyaga Sima.
En agosto de 2018, la ONG EGJustice presentó una denuncia ante el Consejo de Derechos Humanos de la ONU relativa a la represión contra CI. En septiembre, la UE declaró estar siguiendo de cerca la situación política de Guinea Ecuatorial y el “inmovilismo” de la dictadura de Teodoro Obiang, dando especial énfasis a la situación de CI.
En octubre de 2018, en vísperas del 50º aniversario de la independencia de Guinea Ecuatorial, todos los presos de CI fueron indultados, incluyendo su diputado electo Jesús Mitogo. Su líder Gabriel Nsé declaró que esperaba recuperar el escaño parlamentario del partido. No obstante, CI igualmente denunció que los detenidos no fueron inmediatamente liberados. El 22 de octubre finalmente fueron liberados, actitud que fue felicitada por el Gobierno español y la oposición tanto interior como en el exilio. No obstante, la dirigencia de la formación hizo notar que varios liberados presentaban señales de tortura. Asimismo, las autoridades impidieron al partido recuperar su escaño parlamentario. Como respuesta, la formación presentó un escrito de queja ante la Cámara de los Diputados. Poco después el partido interpuso una demanda ante la Fiscalía General de la República. El ministro de Asuntos Exteriores Simeón Oyono Esono Angüe llegó a declarar que CI nunca había participado en las elecciones.
En enero de 2019, el partido fue objeto de un tercer asedio a su sede por parte de las fuerzas de seguridad. El partido además denunció que no se había abierto ninguna investigación sobre la muerte de Santiago Ebee Elá a un año de su fallecimiento, pese a la promesa del gobierno.
CI reconoció a Juan Guaidó como Presidente interino de Venezuela en el marco de la crisis presidencial de Venezuela de 2019.